# Dammen, Knivsta kommun
Dammen är en bebyggelse i Lagga socken i Knivsta kommun. 2023 avgränsade SCB här en småort.